# Baudrix
Baudrix es un pequeño paraje rural del Partido de Alberti, Provincia de Buenos Aires, Argentina.

## Ubicación
Se encuentra a 50 km al sudoeste de la ciudad de Alberti, a través de un camino rural que se desprende desde la Ruta Provincial 46 a mitad de camino entre las ciudades de Bragado y Veinticinco de Mayo.

## Ferrocarril
Se encuentra la Estación Baudrix del Ferrocarril General Belgrano que prestó servicios hasta 1977.

## Población
Durante los censos nacionales del INDEC de 2001 y 2010 fue considerada como población rural dispersa.
- Datos: Q8244990